# Bandalungwa
Bandalungwa är en stadsdel (franska: commune) i Kinshasa.